# Ludwigia sphaerocarpa
Ludwigia sphaerocarpa är en dunörtsväxtart som beskrevs av Ell.. Ludwigia sphaerocarpa ingår i släktet ludwigior, och familjen dunörtsväxter. Inga underarter finns listade i Catalogue of Life.